# Manalaissaari (ö i Tunturi-Lappi, lat 67,50, long 25,61)
Manalaissaari är en ö i Finland. Den ligger i sjön Kelontekemäjärvi och i kommunen Kittilä i den ekonomiska regionen  Fjäll-Lappland  och landskapet Lappland, i den norra delen av landet, 800 km norr om huvudstaden Helsingfors. Öns area är 0,6 hektar och dess största längd är 150 meter i sydöst-nordvästlig riktning.